# Niebinarność

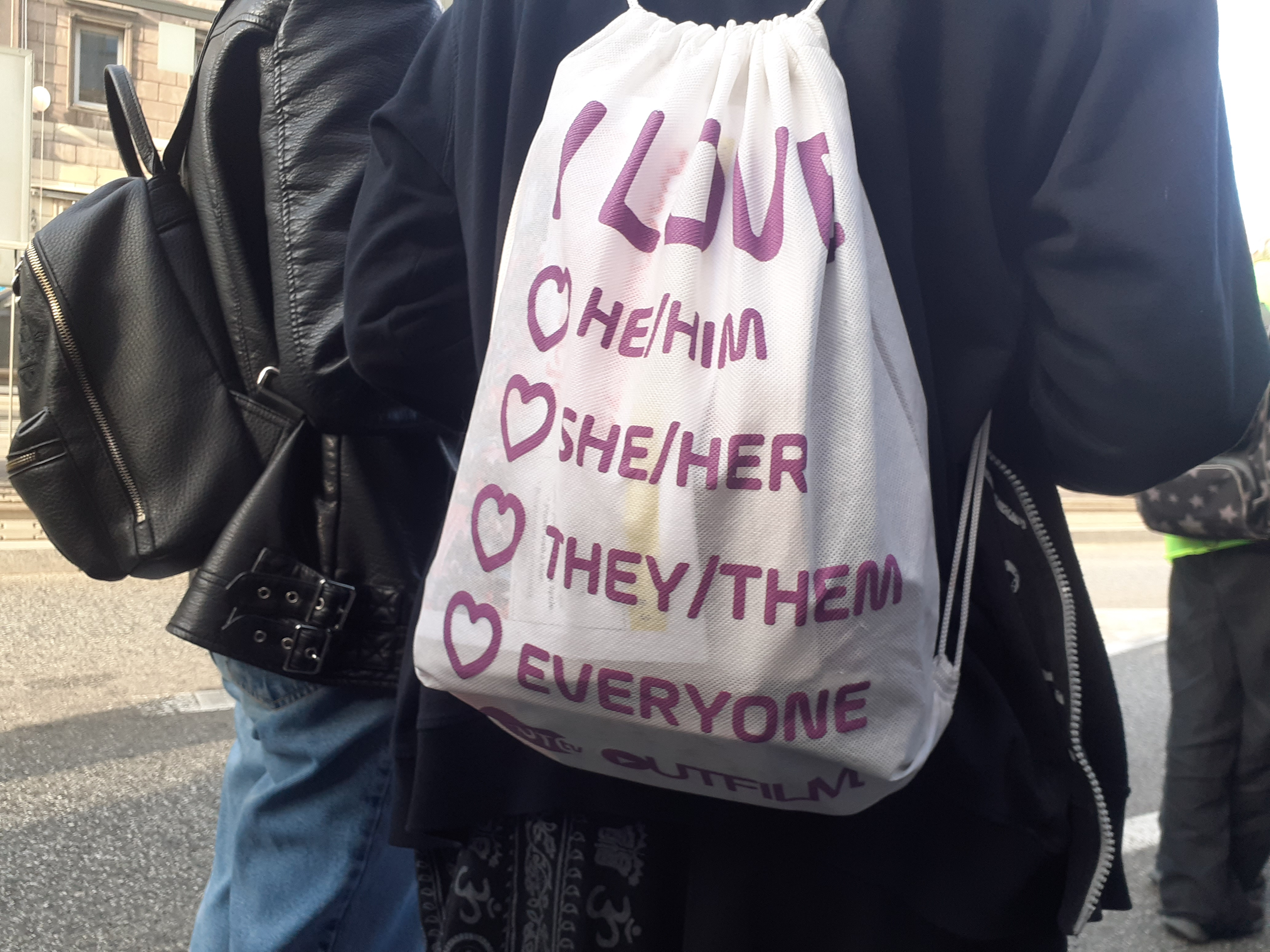
Przykład zaimków „they\them” używanych przez osoby niebinarne.

Niebinarność, także: genderqueer, niebinarne tożsamości płciowe – zbiorcze określenie spektrum tożsamości płciowych (gender identity), które nie są wyłącznie męskie lub kobiece, i wychodzą w ten sposób poza tę polaryzację i binarność.
Osoby niebinarne mogą identyfikować się jako osoby o dwóch lub więcej tożsamościach płciowych
(bigender, trigender, pangender); niemające ich w ogóle (agender); mające zmienną tożsamość płciową (genderfluid); lub jako trzecia płeć, kategoria obejmująca osoby, które nie przypisują nazwy swojej płci / tożsamości rodzajowej i kategorie spoza zachodniego kręgu kulturowego.
Tożsamość płciowa / rodzajowa jest oddzielna od orientacji seksualnej, a osoby niebinarne mają różne orientacje seksualne, tak jak transpłciowi i cispłciowi mężczyźni i kobiety.

## Definicje i tożsamości
Niebinarna / trzecia płeć – opcja dostępna jako dobrowolne zgłoszenie się.
     Opcja wyboru tylko dla osób interpłciowych
     Obowiązkowe dla osób interpłciowych, a dla innych dobrowolne.
     Obowiązkowe dla osób interpłciowych
     Niebinarna / trzecia płeć nierozpoznana prawnie albo brak danych

Mapa rozpoznawalności prawnej tożsamości niebinarnych
Niebinarna / trzecia płeć – opcja dostępna jako dobrowolne zgłoszenie się.
Opcja wyboru tylko dla osób interpłciowych
Obowiązkowe dla osób interpłciowych, a dla innych dobrowolne.
Obowiązkowe dla osób interpłciowych
Niebinarna / trzecia płeć nierozpoznana prawnie albo brak danych

Oprócz bycia zbiorczym i ogólnikowym terminem, „genderqueer” bywa używane jako przymiotnik, który odnosi się do wszystkich osób, które „przekraczają granice płci” (niezależnie od własnej tożsamości), lub do osób „queerujących” płeć. Wyraz „genderqueer” często służy do samodzielnej identyfikacji osób, które kwestionują binarne konstrukty społeczne.
Niektóre źródła używają terminu „transpłciowy” w taki sposób, że obejmuje on osoby genderqueer i niebinarne. Fundacja Human Rights Campaign i Gender Spectrum używają terminu „gender-expansive”, aby przekazać „szerszy, bardziej elastyczny zakres tożsamości płciowej i/lub ekspresji niż zwykle związany z systemem binarnych płci”.
Osoba genderfluid (płciopłynna) woli pozostać elastyczna w kwestii tożsamości, niż identyfikować się stale z jedną płcią. Może się wahać między nimi lub identyfikować z wieloma jednocześnie.
Osoba agender („a-” oznacza „bez”), to osoba, która identyfikuje się jako pozbawiona płci / rodzaju lub bez tożsamości płciowej / rodzajowej. Chociaż kategoria ta obejmuje szeroki zakres tożsamości, które nie są zgodne z tradycyjnymi normami płci, wśród osób deklarujących tę postawę znajdują się przedstawiciele płci biologicznie żeńskiej, męskiej, jak i osoby trans- oraz interpłciowe.
Pangender to termin opisujący osoby mające tendencję do identyfikowania się z wieloma lub wszystkimi płciami (binarnymi i niebinarnymi). Osoby pangender są często mylone z osobami panseksualnymi; termin pangenderyzm odnosi się do tożsamości płciowej, a panseksualność wyłącznie do orientacji seksualnej.
Demigender to tożsamość osoby identyfikującej się częściowo lub w większości z jedną płcią i jednocześnie z inną płcią. Istnieje kilka podkategorii tożsamości. Na przykład demi-mężczyzna identyfikuje się przynajmniej częściowo z rodzajem męskim, bez względu na płeć do której został przydzielony po urodzeniu, podczas gdy inne części jego tożsamości mogą być przypisane innym rodzajom. Neutrois i agender to dwa z 50 dostępnych niestandardowych rodzajów / płci na Facebooku, które zostały dodane 13 lutego 2014 r. Agender jest również dostępne jako opcja na OkCupid od 17 listopada 2014 r.

## Historia

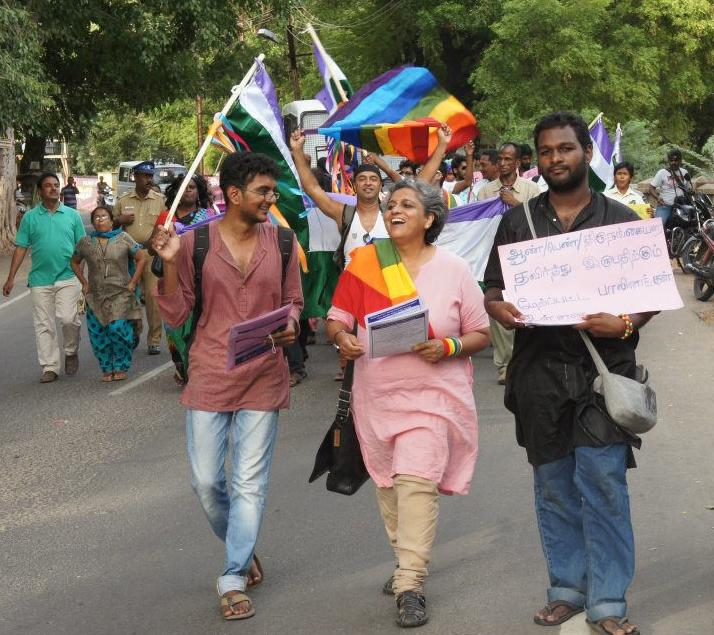
Anjali Gopalan i Gopi Shankar Madurai inaugurują pierwszą w Azji Parque Genderqueer Pride Parade w Maduraju z flagą tęczy i flagą genderqueer

Antropolodzy tacy jak April Scarlett Callis twierdzą, że tradycyjny binarny system tożsamości seksualnej można prześledzić do XIX wieku, kiedy seksualność została po raz pierwszy zmedykalizowana. George Chauncey, profesor historii na Uniwersytecie Yale, zauważa, że w początkach XX wieku do określania seksualności stosowano tradycyjne role płciowe zamiast płci partnerów seksualnych. Na przykład „żeńscy” mężczyźni, którzy uprawiali seks z innymi mężczyznami, byli określani jako „mollies” lub „fairies”, podczas gdy „męscy” mężczyźni, którzy uprawiali seks z innymi mężczyznami, nie mieli „specjalnych” określeń. Połowa XX wieku zasygnalizowała początek określania jednostek jako heteroseksualnych lub homoseksualnych.
Termin genderqueer wszedł do użytku w połowie lat 90. Riki Anne Wilchins jest kojarzona ze słowem genderqueer, zwłaszcza ze względu na jej wkład w Genderqueer: Voices Beyond the Sexual Binary, które zostało opublikowane w 2002 r.. W 1995 roku została również opublikowana broszura In Your Face, w którym Wilchins użyła terminu genderqueer. W broszurze termin ten odnosi się do osób o złożonych lub nienazwanych ekspresjach płci, co nie pasuje do najbardziej popularnej definicji używanej dzisiaj. Wilchins oświadczyła, że identyfikuje się jako genderqueer w swojej autobiografii z 1997 roku.
Niektóre osoby niebinarne są leczone z powodu dysforii płciowej zabiegami uzgodnienia płci lub terapią hormonalną, tak jak transmężczyźni i transkobiety.

## Symbole
Flaga osób genderqueer została zaprojektowana w 2011 roku. Lawenda reprezentuje androgynię lub queerowość, biała reprezentuje tożsamość agenderową, a zielona reprezentuje tych, których tożsamości są zdefiniowane poza binarnymi płciami. Flaga osób niebinarnych została utworzona w 2014 r. Żółty reprezentuje osoby, których płeć istnieje poza binarnymi płciami, fioletowy reprezentuje tych, którzy uważają, że ich płeć jest mieszanką – lub między – męskością i kobiecością, czarny reprezentuje osoby bez płci, a biały reprezentuje osoby wielu lub wszystkich płci.

Osoby genderfluid mają również własną flagę. Różowy reprezentuje kobiecość, biały oznacza brak płci, fioletowy reprezentuje androgynię, czarny reprezentuje wszystkie inne rodzaje płci, a niebieski reprezentuje męskość.

Flaga osób niebinarnych
Flaga osób genderqueer
Flaga osób genderfluid
Flaga osób agender
Symbol osób niebinarnych
Symbol osób genderfluid